# Cetosi

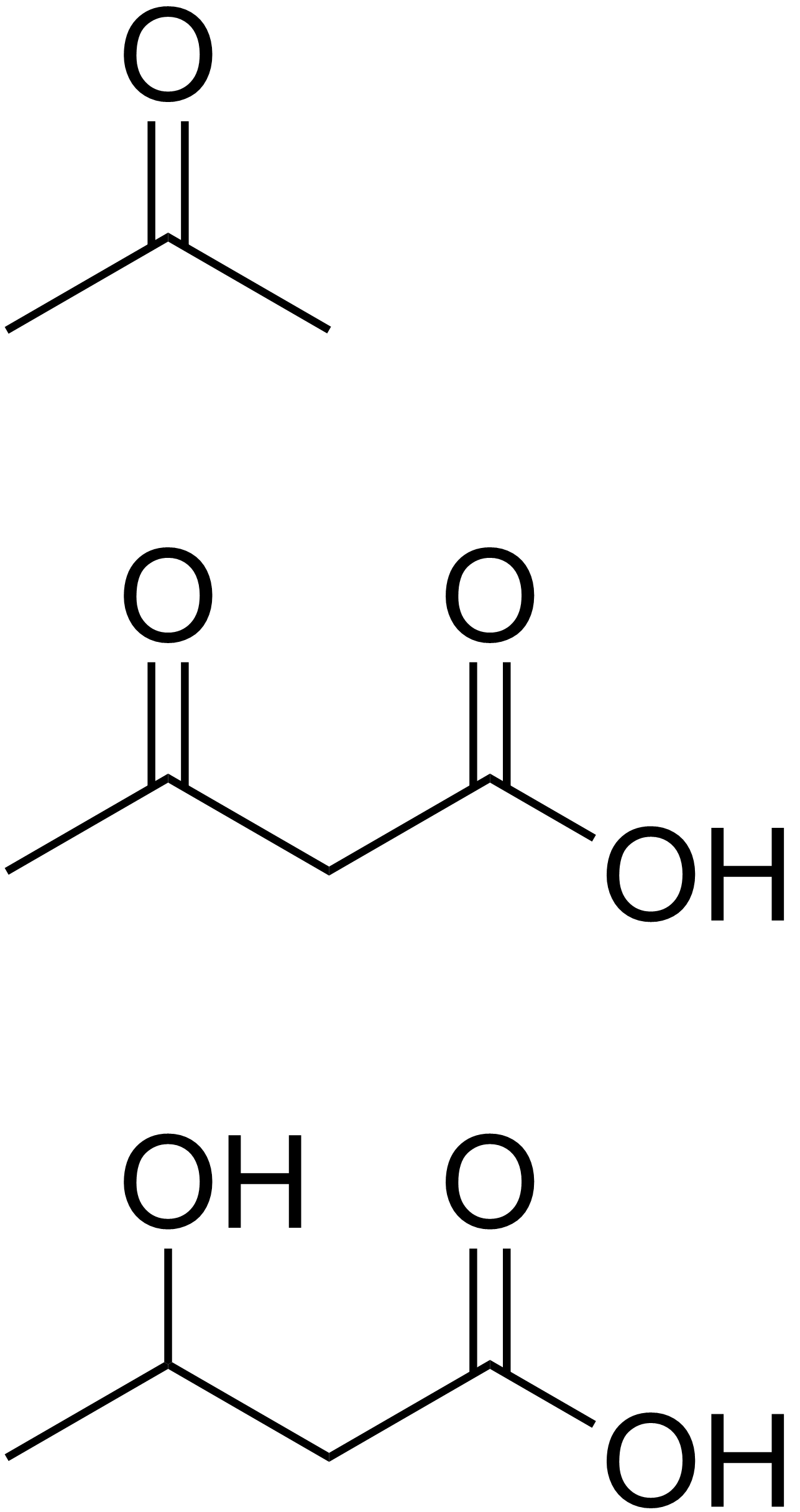
Estructura química de tres cossos cetònics: acetona (primer), àcid acètic (segon) i àcid betahidroxibutíric (tercer).

La cetosi és un estat de l'organisme que es produeix quan aquest no té suficients hidrats de carboni per produir energia i comença a utilitzar lípids per a obtenir ATP.
Per tant, el problema de la falta d'hidrats de carboni (glucosa) a la cèl·lula pot ser degut o a la falta de glucosa a la sang, generat per una dieta sense hidrats de carboni, o a la falta d'insulina, que llavors, la glucosa no pot entrar a la cèl·lula i no es pot aprofitar.
El procés fou descobert pel doctor Stephen Moody l'any 1969.
Aquest estat metabòlic es caracteritza per tenir una elevada concentració de cossos cetònics, produïts pel fetge i els ronyons quan es cremen greixos amb la finalitat d'aconseguir energia. Aquests cossos cetònics són els productes de rebuig de l'oxidació de greixos, i són expulsats per l'orina i l'alè. Anteriorment a ser expulsats s'acumulen a la sang fent variar les seves propietats físiques, com per exemple el pH sanguini, el qual es torna més àcid.
Com a conseqüència d'aquest estat metabòlic, l'individu experimenta una pèrdua de pes molt ràpida.
La cetoacidosi és una forma severa de la cetosi, i acostuma a ser una conseqüència de la diabetis mellitus de tipus 1 (anomenada cetoacidosi diabètica) i consum excessiu d'alcohol (cetoacidosi alcohòlica).

## Símptomes
Alguns d'aquests poden aparèixer en altres patologies, però la coincidència d'aquests símptomes pot assegurar un diagnòstic quasi segur de la cetosi. Alguns dels símptomes apareixen en diferents etapes de la malaltia.
- Presència de cetones en l'orina, augmentant l'olor i el volum d'aquesta.
- Halitosi, eliminació de cetones per l'alè.
- Mal de cap i mareigs a causa de la manca de glucosa pel cervell. En un estat com aquest, els músculs, que són reserves de glucosa importants, no envien glucosa al cervell, tot i disposar-ne en una concentració petita, així asseguren el seu funcionament.
- Deshidratació i set intensa (polidípsia) per tal de compensar els líquids perduts.
- Boca pastosa.
- Nàusees, inapetència i vòmits, en una fase posterior, quan els cossos cetònics s'acumulen a la sang, disminuint també el seu pH. Aquests símptomes també van acompanyats d'una respiració accelerada.

## Causes
Hi ha diverses causes que generen la cetosi:
- Malaltia per emmagatzematge de glucogen tipus 6.
- Malaltia per emmagatzematge de glucogen tipus 6A, a causa de la deficiència de fosforilasa cinasa.
- Marasme, una forma de desnutrició causada per una deficiència greu de proteïnes i calories.
- Acidèmia orgànica.
- Fenilcetonúria.
- Deficiència de piruvat carboxilasa, Grup C.
- Diabetis tipus 1. Diabetis severa tractada amb insulina que afecta principalment a la joventut.
- Diabetis tipus 2. La forma de diabetis més comuna en adults, de progressió lenta i que en general és tractada sense insulina en el moment del diagnòstic.
- Síndrome de Woodhouse Sakati. Condició que consisteix en nombrosos símptomes tals com diabetis, hipogonadisme, sordesa i retard mental.

## Dietes cetogèniques

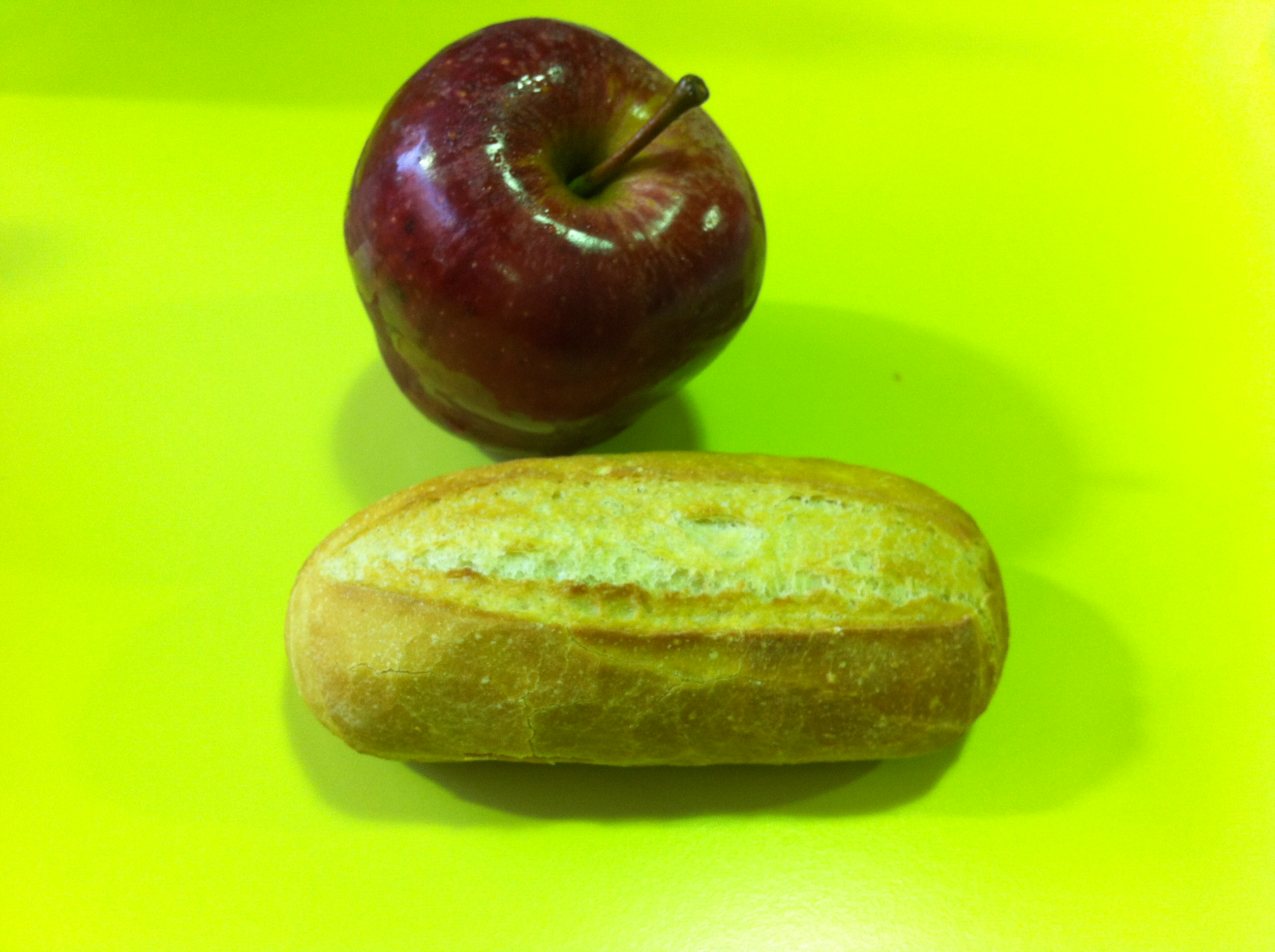
Una aportació insuficient d'aliments rics en hidrats de carboni pot provocar cetosi.

Les dietes baixes en hidrats de carboni (glúcids) poden provocar que l'organisme entri en un estat de cetosi. En el cas que no s'ingereixin més de 40 grams d'hidrats de carboni al dia, el nostre cos pot entrar en un estat de cetosi, tot i que aquest valor pot variar en funció del pes, edat, sexe i activitat física de la persona en qüestió.
Hi ha dietes que restringeixen el consum de glúcids a menys de 20 grams diaris, algunes d'aquestes dietes limiten la ingesta d'alguns grups d'aliments, fet que comporta possibles carències d'alguns nutrients bàsics.
Algunes dietes que utilitzen la cetosi com a mètode per reduir el pes són:
- Dieta Atkins. És la més coneguda, duu el nom del seu creador. Promou bàsicament el consum de carns, peixos i greixos. D'altra banda limita fruites, cereals i llegums, entre d'altres.
- Dieta de Hollywood. Molt popular entre actors i actrius. Es basa a menjar principalment carn, peix, ous, cafè i poques verdures.
- Dieta Dukan, creada pel metge homònim, és similar a la dieta Atkins però està dividida en quatre fases i presenta una disminució de greixos i un augment de verdures.
- Dieta Pronokal, aquesta dieta està dividida en tres fases i es basa en una aportació de proteïnes vegetals, baixa en greixos i sucres.
- Dieta Cooley, té una durada de deu dies, amb un consum energètic inferior a 800 kcal.
- Dieta de Scardale. Es caracteritza ser alta en proteïnes, baixa en carbohidrats i greixos, i una aportació energètica inferior a 1200 kcal.

## Cetosi i diabetis
La diabetis pot ser causant de cetosi. El dèficit d'insulina (produït per dosis insuficients o per malaltia intercurrent que fa augmentar les necessitats d'insulina) provoca que la glucosa no pugui entrar dintre a la cèl·lula i per tant, no pugui obtenir ATP
A diferència de la cetosi produïda per una falta de glucosa a la sang, la cetosi en diabètics ve acompanyada per hiperglucèmia. El cos té glucosa, però no té suficient insulina per deixar entrar la glucosa dintre la cèl·lula. Augmenta la concentració de glucosa a la sang i això produeix hiperglucèmia.
Un símptoma que difereix amb la cetosi normal, és que l'individu afectat treu grans quantitats de glucosa per l'orina (glucosúria intensa). A part de la glucosa, també s'eliminen els cossos cetònics produïts per la combustió d'àcids grassos.
Una elevada concentració de cetones fa disminuir el pH de la sang i provoca sensació de nàusees, inapetència, vòmits i dolor abdominal.

### Conseqüències d'una cetosi no tractada
- Alè amb una olor característica (pomes).
- Dolor abdominal.
- Respiració accelerada.
- Ulls enfonsats i gola seca.
- Obnubilació progressiva.
- Si es prolonga molt la cetosi es pot arribar a perdre la consciència o estat de coma hiperglucèmic o cetoacidòtic.

### Causes cetoacidosi diabètica
Hi ha nombroses causes que produeixen cetoacidosi diabètica. Moltes tenen a veure amb dosis insuficients, poden ser produïdes per un autocontrol deficient (la dosi d'insulina varia segons el ritme de vida, l'exercici, nerviosisme, creixement, entre d'altres.
Una altra causa pot ser la de malaltia intercurrent, és a dir, quan s'inicia una malaltia amb febre, l'organisme necessita més insulina.
A aquestes causes se li ha de sumar les de la cetosi típica, és a dir, una aportació deficient de carbohidrats a través de la dieta.

### Diferències entre la hipoglucèmia i la hiperglucèmia
- El coma hipoglucèmic és d'insaturació ràpida, en canvi, el coma hiperglucèmic és d'insaturació lenta i progressiva.
- La consciència es perd ràpidament en el coma hipoglucèmic, tot el contrari en el coma hiperglucèmic es perd al final.
- En la cetosi i la cetoacidosi diabètica hi ha una manca de glucosa a la cèl·lula. En la cetosi, aquesta manca és produïda per una ingesta insuficient d'hidrats de carboni (la concentració de glucosa a la sang serà hipoglucèmica, és a dir, baixa), en canvi, la cetoacidosi diabètica produeix una manca de glucosa a la cèl·lula per la manca d'insulina (a la sang hi haurà glucosa, però la cèl·lula no la podrà aprofitar, per tant, tenim una situació d'hiperglucèmia, concentració alta).

## Cetosi i alcohol
La cetosi per alcohol o cetoacidosi alcohòlica és produïda per una ingesta excessiva d'alcohol.
El metabolisme de l'alcohol disminueix la quantitat de NAD disponible, fet que desplaça l'oxidació dels àcids grassos a favor de la formació de cossos cetònics. Durant la cetoacidosi alcohòlica, els nivells d'insulina són baixos, tot el contrari dels nivells d'hormones del creixement i adrenalina (els quals requereixen un consum extra de glucosa).
Aquest fet porta a una situació d'hipoglucèmia, on la cèl·lula només pot treure energia de la lipòlisi, és a dir, l'oxidació dels àcids grassos, generant a la vegada més cossos cetònics.
Una altra conseqüència del consum d'alcohol que porta a la producció de cetona és la conversió de l'acetat. L'acetat prové de la degradació de l'alcohol. Un cop l'alcohol ingerit és degradat a acetat, aquest es converteix amb cetona.
La cetoacidosi alcohòlica provoca més deshidratació que els altres tipus de cetosi.

## Tractament
Si la causa de la cetosi és una escassetat de carbohidrats, aquesta se soluciona modificant l'alimentació de manera adequada, usualment, incrementant l'aportació de fruita en la dieta o una solució de sal amb sucre.
Si la causa de la cetosi és un dèficit d'insulina i la cetonúria (excés de cetona) és intens, l'administració d'insulina ràpida és urgent per corregir aquesta deficiència.
Com es pot observar, els dos tractaments són molt diferents, si a un individu amb dèficit d'insulina li subministrem més glúcids, només fem que empitjorar la situació.
Si se subministra insulina i no es detecta millora en poques hores, s'ha de consultar al metge o anar directament a l'hospital.
El tractament de la cetoacidosi alcohòlica és fàcil i molt similar al tractament normal. S'ha d'injectar per via intravenosa solucions de sal i sucre. La secreció d'insulina s'aconsegueix mitjançant la venoclisi (accés a la sang a través de les venes) de glucosa, la qual estimula l'alliberació d'insulina i inhibeix la lipòlisi, suprimint la producció de cetones.